# 馬祖馬 (內華達州)
馬祖馬（英語：Mazuma）是位於美國內華達州潘興縣的鬼鎮。

## 歷史
馬祖馬的郵局於1907年設立，其後於1912年停運。

## 地理
馬祖馬所處的海拔為高於海平面1477米（即4846英呎），而該地所採用的時區為UTC-8，即太平洋时区（PST）。同時該地設有夏令時間，為UTC-8調快一小時，即UTC-7（PDT）。